# Бертольд, Виктор
Виктор Бертольд (латыш. Viktors Bertholds, 16 января 1921 года, Вайде, Курземе, Латвия — 28 февраля 2009 года, Латвия) — латвийский лесник, педагог и рыбак, последний носитель ливского языка в Латвии. Виктор Бертольд был предпоследним в мире человеком, для кого ливский язык был родным.

## Биография
Виктор Бертольд родился в ливской семье, в 1921 году. Окончил три класса в школе.
Когда я ходил в школу, мне было тяжело, так как я не умел говорить по-латышски, а только на ливском.
В 8 лет впервые вышел в море. Затем в Дундаге учился на парикмахера, работал лесником. Затем в Колке работал бригадиром, был рыбаком. Всегда посещал ливский праздник в Мазирбе в первую субботу августа.
Я не могу там не быть, я от своих предков лив. Пока праздник будет, я там должен быть.
После 1991 года Виктора Бертольда часто посещали филологи, изучавшие ливский язык, и фольклористы. Затем преподавал ливский язык.
Виктор Бертольд умер 28 февраля 2009 года — по иронии судьбы, в «День Калевалы» (день финско-карельской культуры), похоронен на кладбище в Колке.